# Węgliniec
Węgliniec (niem. Kohlfurt) – miasto w Polsce w województwie dolnośląskim, w powiecie zgorzeleckim. Siedziba gminy miejsko-wiejskiej Węgliniec.
W latach 1975–1998 miasto administracyjnie należało do województwa jeleniogórskiego.
Według danych GUS z 1 stycznia 2023 miasto miało 2657 mieszkańców (761. miejsce w kraju).

## Położenie

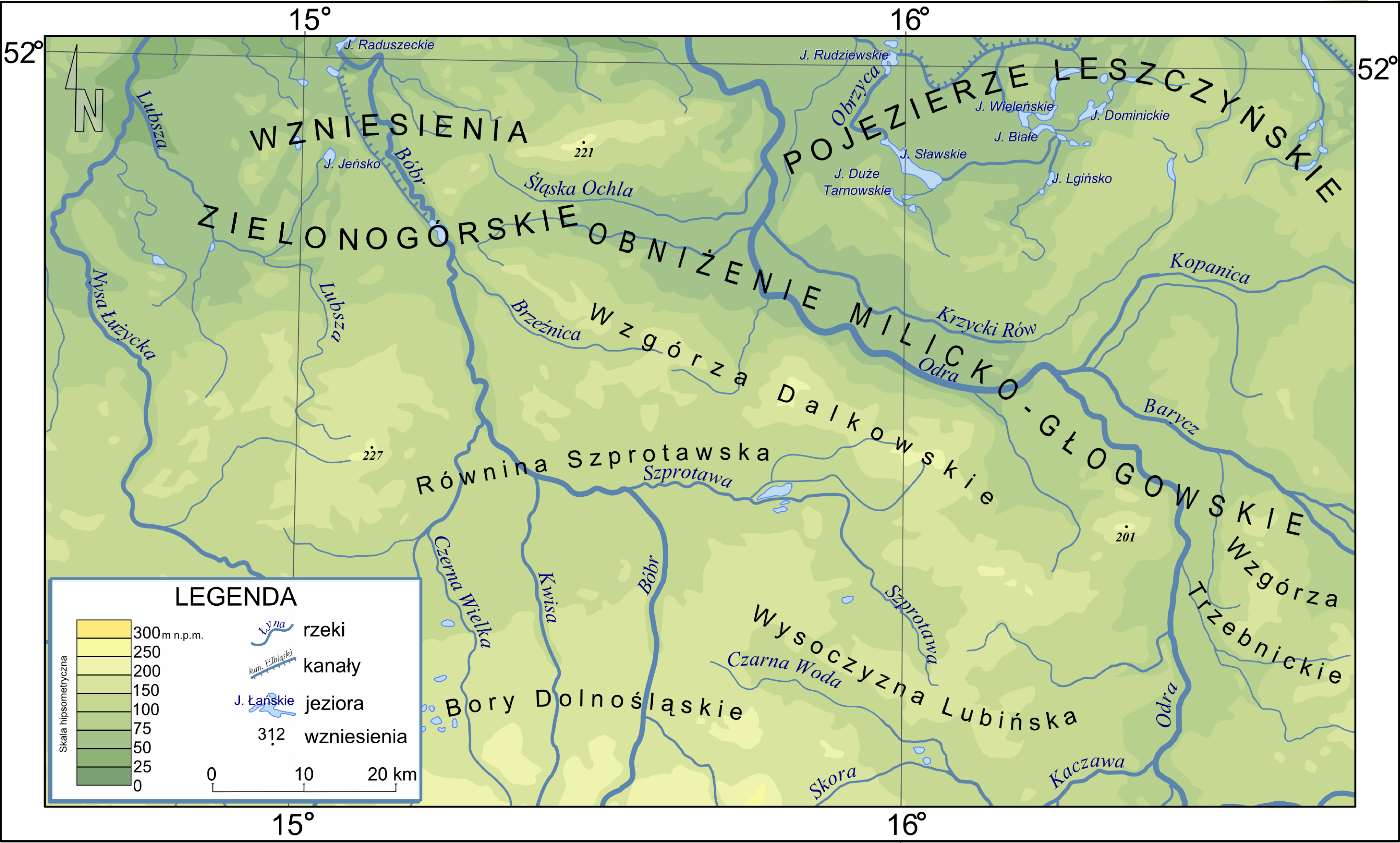
Fragment mapy Niziny-Śląsko Łużyckiej. Węgliniec leży na południowym skraju Borów Dolnośląskich.

Węgliniec znajduje się w południowo-zachodniej Polsce, w zachodniej części województwa dolnośląskiego, w południowo-wschodniej części gminy Węgliniec. Miasto położone jest na południowym skraju mezoregionu fizjograficznego Bory Dolnośląskie, części makroregionu Nizina Śląsko-Łużycka, na Równinie Węglinieckiej.
Według danych z 1 stycznia 2023 powierzchnia miasta wynosi 8,72 km² (604. miejsce w kraju). Rozciągłość granic administracyjnych Węglińca na osi północ–południe wynosi około 2 km, a na osi wschód–zachód około 4 km.
Pod względem historycznym Węgliniec leży na Górnych Łużycach.
Węgliniec położony jest na obszarze dawnych stawów, rozciągających się w przeszłości między dzisiejszym Starym Węglińcem a Czerwoną Wodą.
Bezpośrednio z Węglińcem, od północy, sąsiaduje Stary Węgliniec. Najbliższą miejscowością na południe od miasta jest oddalona 3 kilometry od granicy Czerwona Woda.

## Środowisko naturalne

### Geologia
Obszar Węglińca to część pradoliny Kwisy z okresu zlodowacenia środkowopolskiego.
Za sprawą niewielkiego spadku terenu od południa na północ od około 190 m n.p.m. do około 180 m n.p.m., w obniżeniach terenu w podmiejskich lasach tworzą się często rozlewiska i lokalne zabagnienia. Tutejsze gleby powstały z piasków luźnych ze znaczną domieszką żwirów oraz w znikomym procencie z glin spiaszczonych.

### Klimat

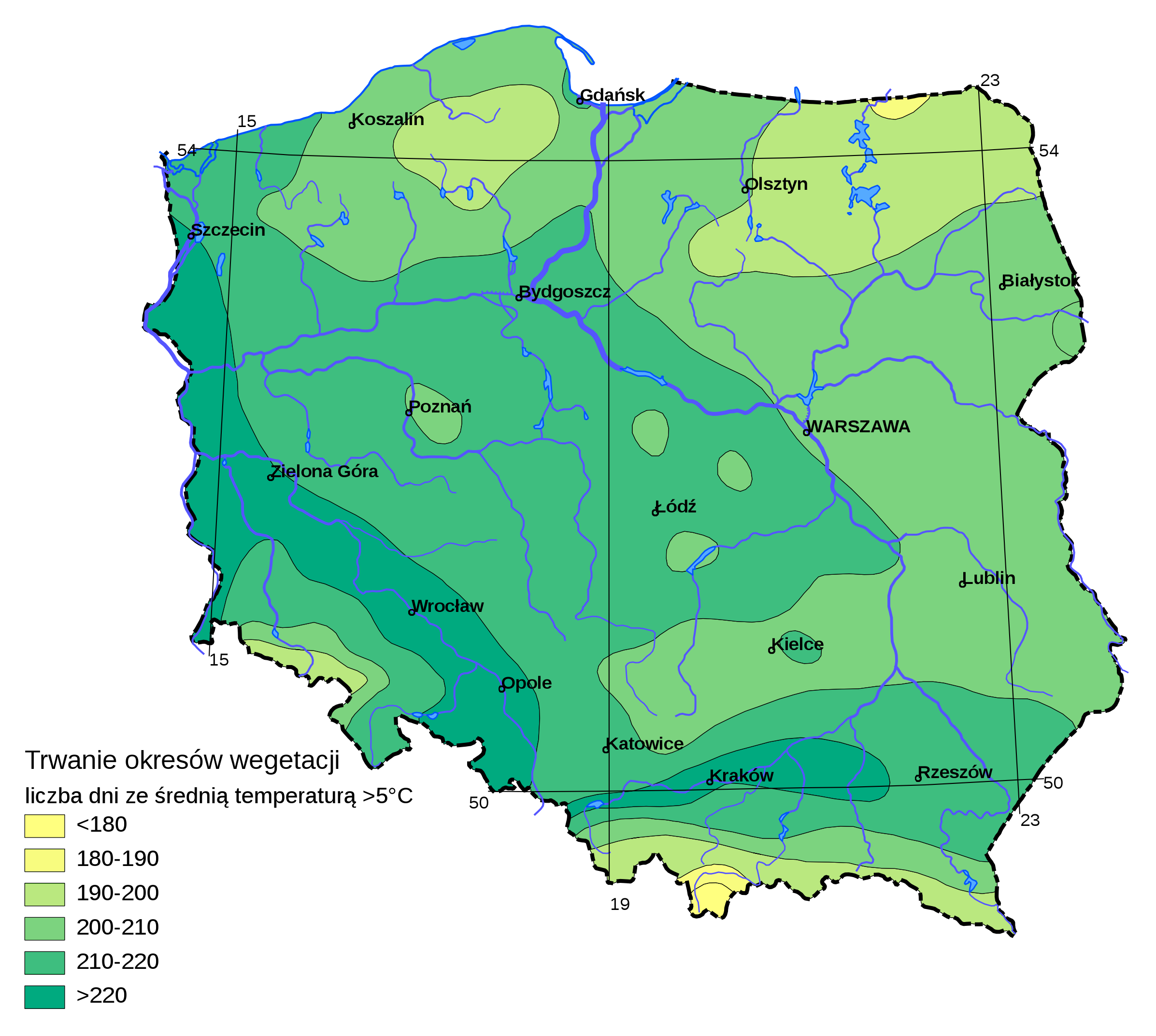
Okresy wegetacyjne w Polsce. W Węglińcu okres wegetacyjny trwa 214 dni w roku.

Węgliniec znajduje się w strefie klimatu przejściowego, oceaniczno-kontynentalnego. Odczuwalny jest tutaj wpływ klimatu podgórskiego, związanego z bliskością Sudetów.
Według podziału zaproponowanego przez profesora Alojzego Wosia, miasto leży w XXIII regionie klimatycznym Polski, tj. w Regionie Dolnośląskim Zachodnim (R-XXIII), obejmującym zachodnią część Niziny Śląskiej i Przedgórza Sudeckiego. Region ten posiada dużą średnią liczbę dni z pogodą umiarkowanie ciepłą i dużym zachmurzeniem ogólnym – 51. Dni z pogodą umiarkowanie ciepłą, z dużym zachmurzeniem bez opadu jest średnio 14. Dni z pogodą chłodną (temp. od +0,1 do +5,0 °C), z dużym zachmurzeniem jest średnio w roku ponad 37.
Średnia roczna temperatura powietrza waha się w przedziale od +7 do +8 °C, a średnia roczna z obserwacji wieloletnich wynosi około +8 °C. W lipcu, który jest najcieplejszym miesiącem, średnia temperatura wynosi od +17,0 do +17,5 °C, a w najzimniejszym, styczniu od -1,5 do +2 °C.
Okres wegetacyjny trwa 214 dni, a średnia temperatura z wielolecia dla tego okresu wynosi +14 °C.
Średnie usłonecznienie miasta w ciągu roku to około 1400–1450 godzin. Pokrywa śnieżna zalega w Węglińcu przeciętnie 50 dni, a średnia maksymalna grubość pokrywy śnieżnej wynosi 10–15 cm. Przeważający kierunek wiatru to zachodni. Średnie prędkości wiatrów wahają się między 3 a 3,5 m/s.

### Wody
Układ hydrograficzny bezpośrednich okolic Węglińca jest stosunkowo bogaty. Wody powierzchniowe reprezentowane są przez nieduże cieki oraz liczne stawy. W granicach miasta, w południowo-wschodniej części przepływa Ziębina. Bezpośrednio przy północno-zachodnim narożniku tworzonym przez granice Węglińca płynie Czerna Mała. Rzeki te należą do zlewni Bobru i Nysy Łużyckiej. W zachodniej części miasta, nieopodal ogródków działkowych, znajduje się staw.

### Przyroda

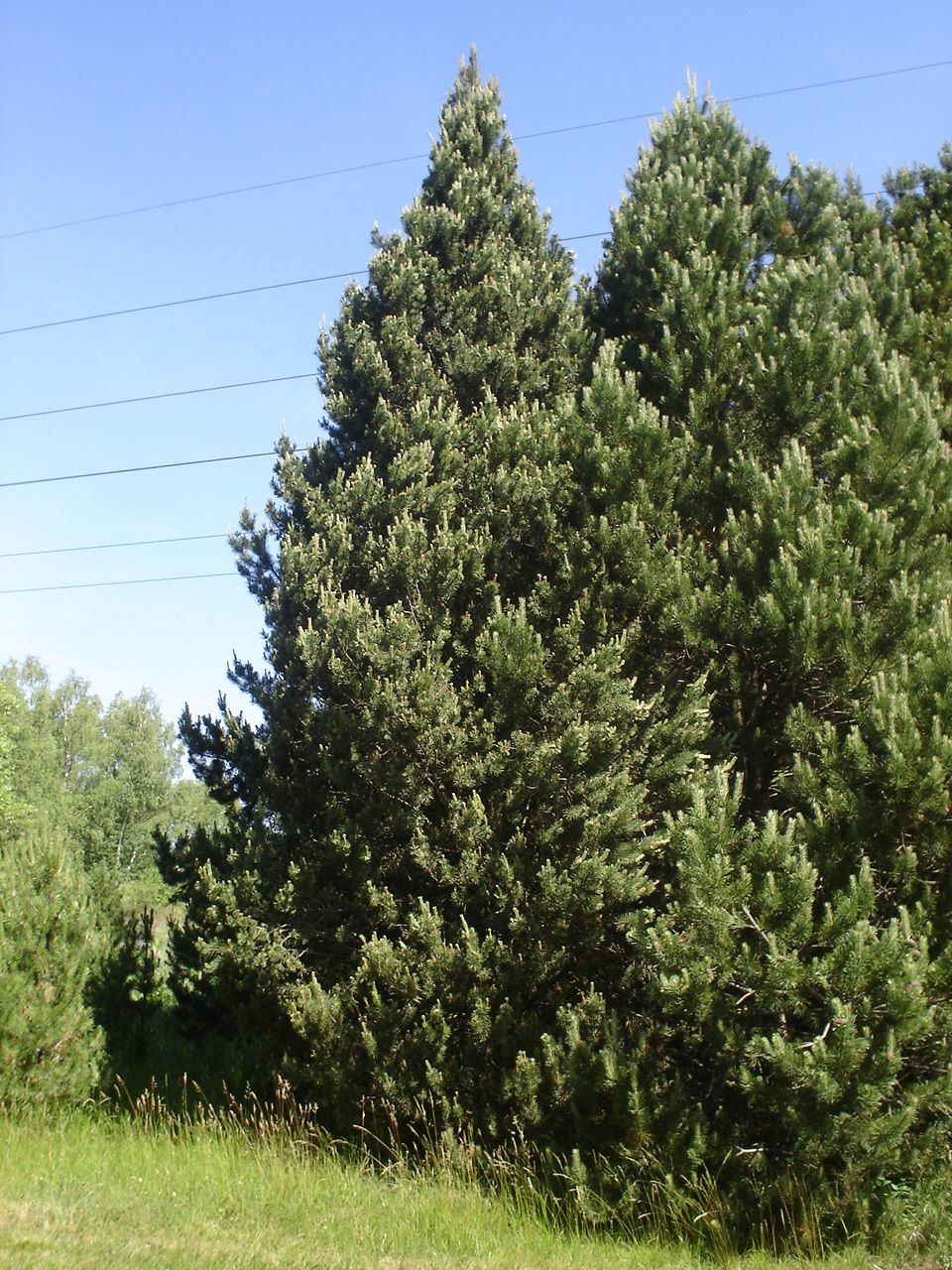
Sosna błotna

Blisko 82% całkowitej powierzchni miasta zajmują lasy Borów Dolnośląskich. W okolicy, przeważającymi typami siedliskowymi lasu są bór mieszany świeży i wilgotny. W lasach dominuje sosna zwyczajna.
Charakterystycznym elementem krajobrazu wokół Węglińca są położone wśród lasów stawy hodowlane, a szczególnie opuszczone stawy i oczka wodne. Można na nich spotkać stanowiska unikatowych roślin torfowiskowych. Stawy te są również ostoją ptactwa wodnego m.in. bociana białego, bielika, oprócz tego także licznie występują także cietrzewie oraz głuszce.
Bory Dolnośląskie stanowią obszar specjalnej ochrony ptaków programu Natura 2000.
W odległości około 500 metrów na północ od węzła kolejowego, na obszarze lasu o powierzchni 1,35 ha w leśnictwie Krucze Gniazdo Nadleśnictwa Węgliniec, utworzono w 1959 roku rezerwat Torfowisko pod Węglińcem. Celem ustanowienia rezerwatu było zachowanie ze względów naukowych i dydaktycznych torfowiska przejściowego z pierwotną roślinnością oraz reliktowym stanowiskiem sosny błotnej – osobliwości na skalę europejską.
14,36 ha, czyli około 9 procent powierzchni Węglińca, zajmuje zieleń urządzona – ogródki działkowe w zachodniej części miejscowości.

## Historia

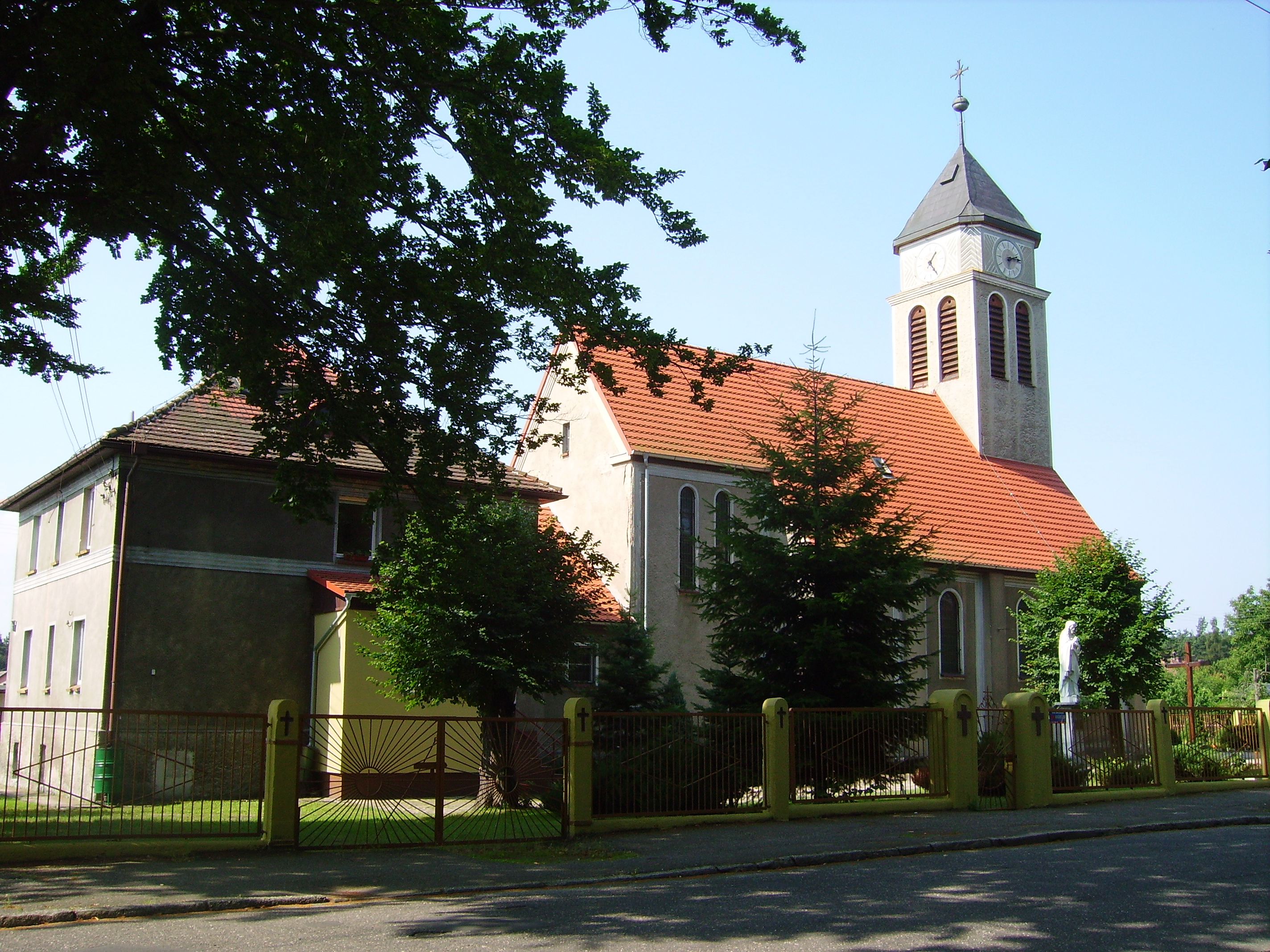
Kościół parafialny Najświętszego Serca Pana Jezusa (1930)

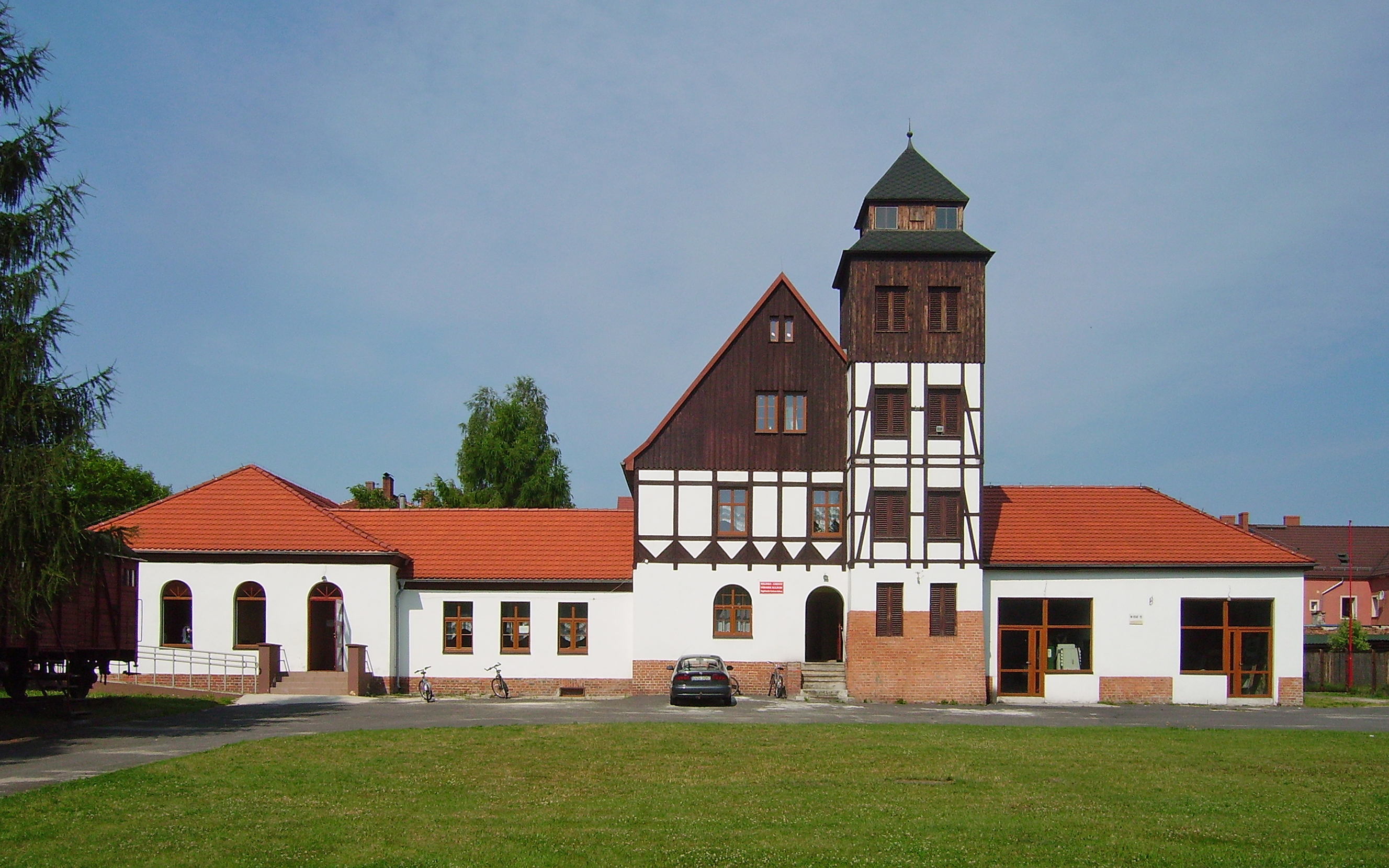
Budynek byłej remizy OSP, Węgliniec

Osada Kohlfurt została założona w głębi Borów Dolnośląskich, prawdopodobnie pod koniec XVI w., jako jedna z tzw. osad kurzackich przez wypalających drewno na węgiel drzewny i wytwarzających potaż, sprzedawane następnie w pobliskim Zgorzelcu. 
Pierwsza wzmianka o miejscowości pochodzi z 1502 i mówi o powstaniu kuźni nad zbiornikiem na rzece Czerna Mała przy już istniejącej osadzie, w której zaczęło odtąd przybywać coraz więcej domostw.
W 1554 powstać miała w Węglińcu pierwsza kaplica o konstrukcji szachulcowej.
Podczas III wojny śląskiej (w latach 1756–1763) przez Węgliniec przetaczały się oddziały zwalczających się stron, rabujące i nękające miejscową ludność.
Od roku 1742 osada Węgliniec należała do Królestwa Prus.
Przełom w dziejach miejscowości nastąpił w latach 1844–1846, po wybraniu przez spółkę Kolej Dolnośląsko-Marchijska osady Węgliniec na miejsce rozgałęzienia linii kolejowej z Wrocławia w kierunku Berlina przez Żary oraz w kierunku Drezna (przez Zgorzelec).
O wyborze Węglińca przy trasowaniu linii na lokalizację stacji węzłowej zadecydowały prawdopodobnie warunki terenowe (nieco podmokły obszar na północ od położonej na wyniesieniu osady) lub łatwiejsze pozyskanie gruntów leśnych, niż uprawnych, w najbliższej wówczas uprzemysłowionej osadzie o charakterze miejskim – Czerwonej Wodzie. Połączenia do Berlina i Drezna zrealizowano, odpowiednio, w latach 1845 i 1846. W 1865 kontrolowana przez państwo pruskie Kolej Górnośląska wybudowała jedną z wielu odnóg Śląskiej Kolei Górskiej – linię kolejową do Lubania, natomiast w 1874 prywatne towarzystwo kolejowe połączyło węzeł węgliniecki z Hoyerswerdą przez Horkę. W 1920 dotychczasowe pruskie koleje państwowe, podobnie jak wszystkie koleje landowe, zostały połączone w przedsiębiorstwo Deutsche Reichsbahn.
Dogodne połączenie komunikacyjne sprawiło, że od końca XIX wieku w pobliżu Węglińca rozpoczęto eksploatację złóż węgla brunatnego. W 1905 uruchomiono pierwszą kopalnię, a przy niej w 1911 pierwszą elektrownię na węgiel brunatny. W latach 80. XIX w. ze Starego Węglińca przeniesiono tu siedzibę nadleśnictwa.
W 1913 lokalni przemysłowcy, gmina i państwo pruskie założyły spółkę, która na mocy ustawy o kolejkach z 1892 doprowadziła do Węglińca linię kolejową z Czerwonej Wody. Kolejka funkcjonowała do 1945 jako odrębny podmiot od niemieckiej kolei, posiadając swój oddzielny mały dworzec. W 1929 w granice Węglińca włączono niewielką osadę górniczą Zielonka, która była położona przy szosie do Dłużyny.
W okresie II wojny światowej Niemcy zlokalizowali w Węglińcu dwa jenieckie oddziały robocze i obóz pracy przymusowej.
21 lutego 1945 Węgliniec został opanowany przez 278. Korpus gen.-lejtnanta Akimowa wchodzącego w skład radzieckiej 52. Armii. Do tego czasu, z 5000 mieszkańców Kohlfurtu w miejscowości pozostało nie więcej niż 30, w większości starsze osoby w tym ksiądz Willibald Fruntke na plebanii kościoła „parafialnego”.
W 1946 miejscowość została włączona administracyjnie do nowo powstałego województwa wrocławskiego. Początkowo funkcjonowała pod nazwą Kaławsk, a następnie Węgliniec.
Podczas reformy administracyjnej Polskiej Rzeczypospolitej Ludowej Ustawa z dnia 25 września 1954 o osiedlach i radach narodowych osiedli, wprowadziła wzorem radzieckim nową jednostkę podziału terytorialnego, oficjalnie nazwaną „osiedlem”. Na mocy tej ustawy, 13 listopada 1954 Węgliniec stał się osiedlem typu miejskiego. 1 stycznia 1967 Węgliniec otrzymał prawa miejskie.

## Demografia
Liczba ludności Węglińca od lat wykazuje tendencję spadkową. Poniższy wykres obrazuje zmianę liczbę ludności miasta w wybranych punktach przed 1939 według danych historycznych, oraz w latach 1995–2023 według danych GUS. Jednocześnie daje się zauważyć głęboki spadek liczby mieszkańców Węglińca – obecnie (2023) jest ich nawet mniej niż 85 lat temu, tuż przed wybuchem II wojny światowej.
Gęstość zaludnienia w 2012 wynosiła 349 mieszkańców/1 km², natomiast w 2023 już tylko 305 osób/1 km². Na 3049 mieszkańców Węglińca w 2012 nieco ponad połowę – 1535 osób – stanowiły kobiety (101,4 kobiet na 100 mężczyzn).
Pod względem ekonomicznej klasyfikacji grup wiekowych przeważa grupa produkcyjna, która w 2012 liczyła 2007 osób i stanowiła 66% ogółu mieszkańców. Liczba ludności w wieku przedprodukcyjnym wyniosła 512 osób, a w wieku poprodukcyjnym – 527 osób (po około 17% ogółu).
Mieszkańcy Węglińca stanowią około 3% populacji powiatu zgorzeleckiego, co stanowi promil (0,1%) populacji województwa dolnośląskiego.
Piramida wieku mieszkańców Węglińca w 2014: 

## Wspólnoty wyznaniowe
- Kościół rzymskokatolicki:
  - parafia Najświętszego Serca Pana Jezusa
- Świadkowie Jehowy:
  - zbór Węgliniec[21].

## Symbole

Węgliniec posiada herb oraz flagę, wspólne dla gminy i miasta.
Symbolika herbu Węglińca nawiązuje do historii miasta:
- koło kolejowe – budowa w latach 1845–1846 stacji węzłowej Węgliniec na rozwidleniu szlaków kolejowych z Wrocławia do Berlina i Drezna stanowiła przełomowy moment w dziejach miejscowości[23],
- sosny – osada Węgliniec została założona pod koniec XVI w. w głębi Borów Dolnośląskich, jako jedna z tzw. osad kurzackich, wypalających drewno na węgiel drzewny[15].

## Polityka

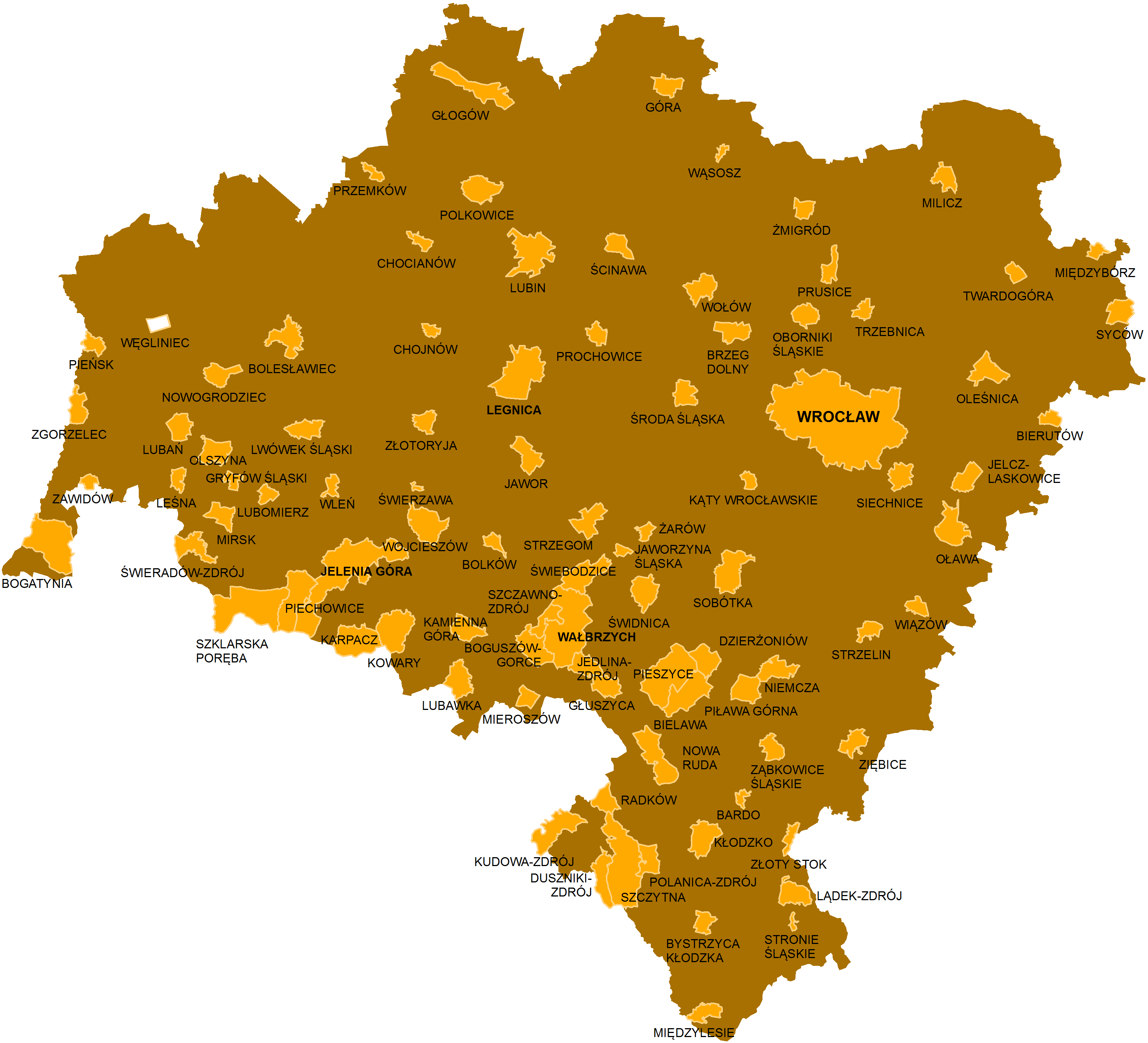
Położenie Węglińca na mapie dolnośląskich miast.

Węgliniec znajduje się w okręgu wyborczym nr 1 do Sejmu oraz okręgu nr 3 do Senatu.

### Granice administracyjne
Obecne granice administracyjne Węglińca zostały ustalone w roku 1967, wraz z nadaniem praw miejskich:

Granica miasta Węgliniec biegnie od linii drogowej oddziału nr 185 Nadleśnictwa Lasów Państwowych Węgliniec w kierunku wschodnim wzdłuż torów linii kolejowej od granicy Państwa do Węglińca i drogą leśną do drogi poprzecznej oddziału nr 180, skręca na południe i biegnie drogą leśną wzdłuż oddziałów leśnych nr 180, 201, 223 do drogi poprzecznej oddziału nr 223, załamuje się w kierunku zachodnim i biegnie wzdłuż oddziałowej drogi leśnej do jej zetknięcia się z torem linii kolejowej Czerwona Woda-Zgorzelec; po przecięciu linii toru kolejowego w kierunku zachodnim granica skręca na północ i drogą leśną w oddziałach nr 232, 207 i 185 dobiega – przecinając linię toru kolejowego granica Państwa-Węgliniec – do punktu zetknięcia się z drogą w oddziale leśnym nr 185 Nadleśnictwa Węgliniec.

{{Cytat}} Linki zewnętrzne: "źródło".

### Samorząd terytorialny
Węgliniec ma status gminy miejsko-wiejskiej.
Organem uchwałodawczym i kontrolnym gminy jest Rada Miejska, w skład której wchodzi 15 radnych.
Organem wykonawczym samorządu jest burmistrz, którym nieprzerwanie od 7 lutego 1992 do 30 listopada 2014 był Andrzej Kutrowski. Po zmianie ordynacji wyborczej do samorządów, w latach 2002, 2006 i 2010 burmistrz Kutrowski był wybierany na urząd bezpośrednio przez mieszkańców. Obecnym burmistrzem jest Mariusz Wieczorek

### Współpraca międzynarodowa
Miasta i gminy partnerskie:
- Hodkovice nad Mohelkou  Czechy
- Horka  Niemcy
- Rothenburg  Niemcy
- Hå  Norwegia

## Gospodarka

### Przemysł
W przeszłości, w pobliżu Węglińca funkcjonowała kopalnia głębinowa węgla brunatnego (kopalnia Stadt Gorlitz, po 1945 Kaławsk), zamknięta po katastrofie górniczej, w 1973. W bezpośrednim sąsiedztwie miasta nadal znajdują się nadające się do eksploatacji złoża węgla brunatnego z dużą zawartością substancji bitumicznych i aromatycznych oraz piaski szklarskie i formierskie.
Lasy Węglińca i okolic dostarczają surowca dla przemysłu drzewnego, przetwórstwa runa leśnego i gospodarki łowieckiej. Miasto jest siedzibą Nadleśnictwa Węgliniec.

### Usługi
W Centralnej Ewidencji i Informacji o Działalności Gospodarczej, stanowiącej rejestr osób fizycznych prowadzących działalność gospodarczą, na dzień 15 stycznia 2014 było zarejestrowanych 90 przedsiębiorców z Węglińca.
Krajowy Rejestr Sądowy, w części II, tj. rejestrze przedsiębiorców (będących osobami prawnymi), wykazywał na dzień 15 stycznia 2014 7 zarejestrowanych przedsiębiorstw.
Są to głównie zakłady świadczące usługi dla społeczności lokalnej i placówki handlowe oraz firmy transportowe.

#### Kolejnictwo

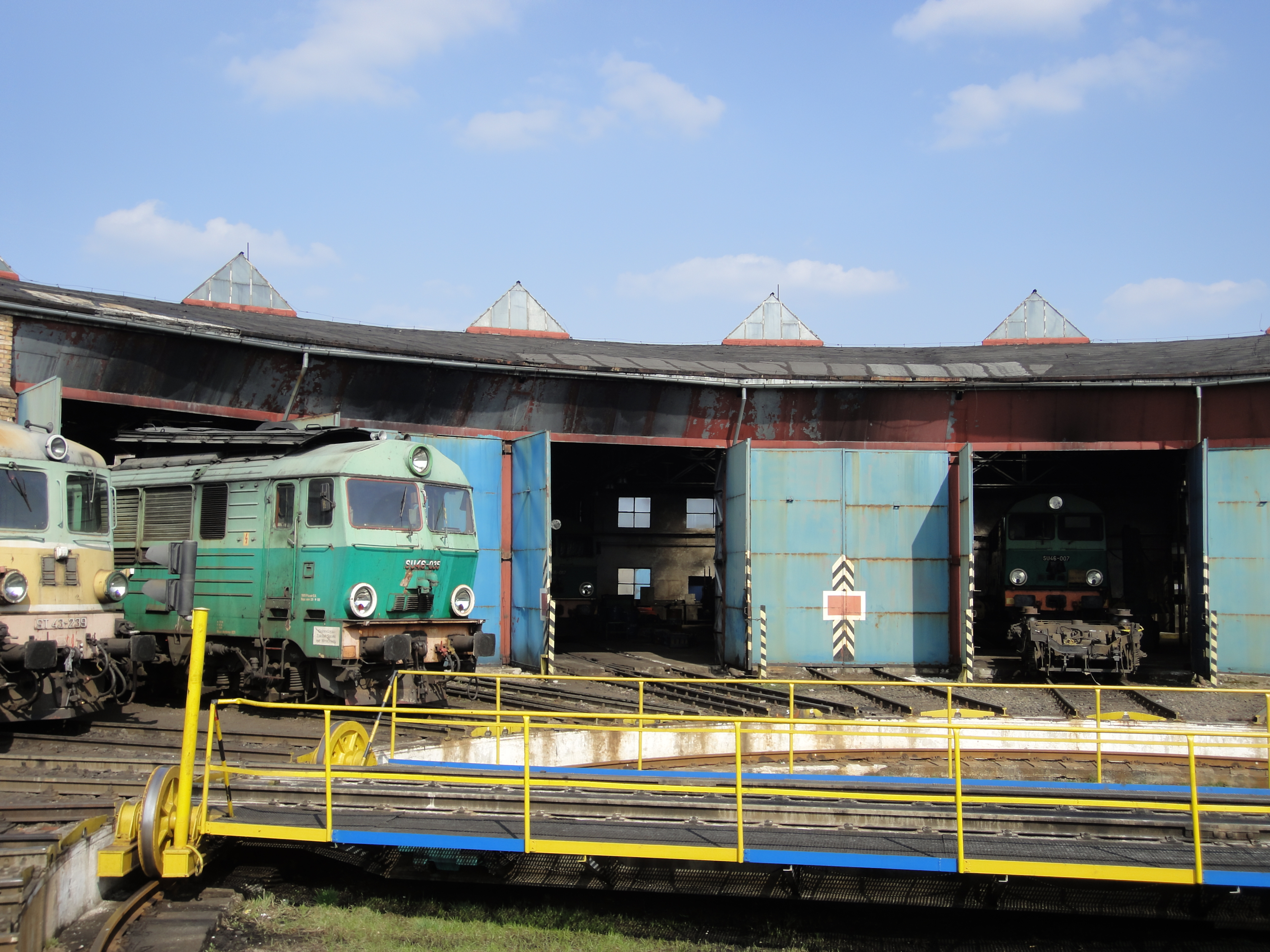
Lokomotywownia przy stacji Węgliniec

Istotnym pracodawcą w Węglińcu są nadal zaliczające się do sektora usług spółki Grupy PKP, posiadające przy węźle kolejowym swoje placówki terenowe:
- PKP Cargo posiada w Węglińcu Sekcję Przewozów zakładu dolnośląskiego[33]. Od 2008 funkcjonuje wspólna dyspozytura ze spółką DB Schenker. PKP Cargo użytkuje w Węglińcu lokomotywownię oraz wagonownię.
- PKP Energetyka zlokalizowało w Węglińcu Sekcję Zasilania Elektroenergetycznego, podległą zakładowi dolnośląskiemu. Funkcjonuje tutaj również kolejowa stacja paliw, obsługująca klientów towarowych oraz autobusy szynowe[34][35].
- PKP Polskie Linie Kolejowe w swoich strukturach organizacyjnych posiada Sekcję Eksploatacji (ISE) Węgliniec, podległą pod Zakład Linii Kolejowych we Wrocławiu[36][37]. Oprócz nastawni miejscowych, spółka obsługuje w Węglińcu Lokalne Centrum Sterowania, sterujące linią kolejową nr 278 w kierunku Zgorzelca oraz linią kolejową nr 295 w kierunku Horki.

Ponadto swoich pracowników na terenie Węglińca zatrudniają Koleje Dolnośląskie oraz prywatni przewoźnicy towarowi.

### Rolnictwo
Grunty rolne stanowią znikomą część gruntów miasta. Są one zagospodarowane jedynie na ogródki działkowe.

## Transport

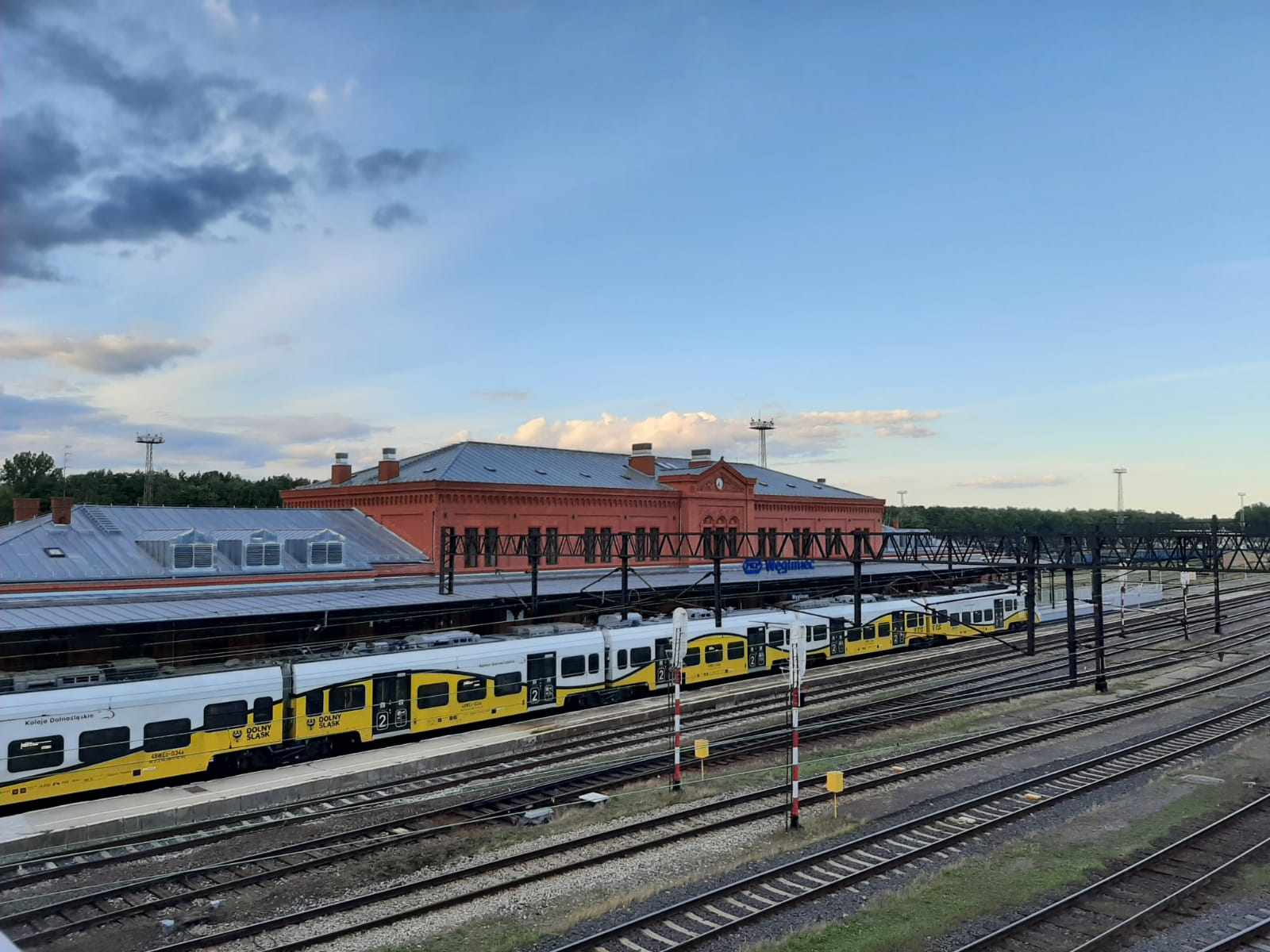
Widok na stację kolejową od strony torów

### Transport drogowy
Miejscowość jest położona przy drodze wojewódzkiej nr 296, którą można dojechać do oddalonej od Węglińca o 10 km autostrady A4 (E40).

### Transport kolejowy
Znaczny węzeł kolejowy. Linie kolejowe łączą Węgliniec bezpośrednio z wieloma miastami (połączenia bezpośrednie pasażerskie):
- 278–Zgorzelec– granica / –Görlitz
- 279–Lubań–Jelenia Góra
- 282–Żary–Zielona Góra (na trasie Węgliniec – Żary wznowione połączenia od 10 grudnia 2006) Legnica–Wrocław
- 295–Bielawa Dolna–Horka (DB) (brak połączeń pasażerskich)

## Architektura

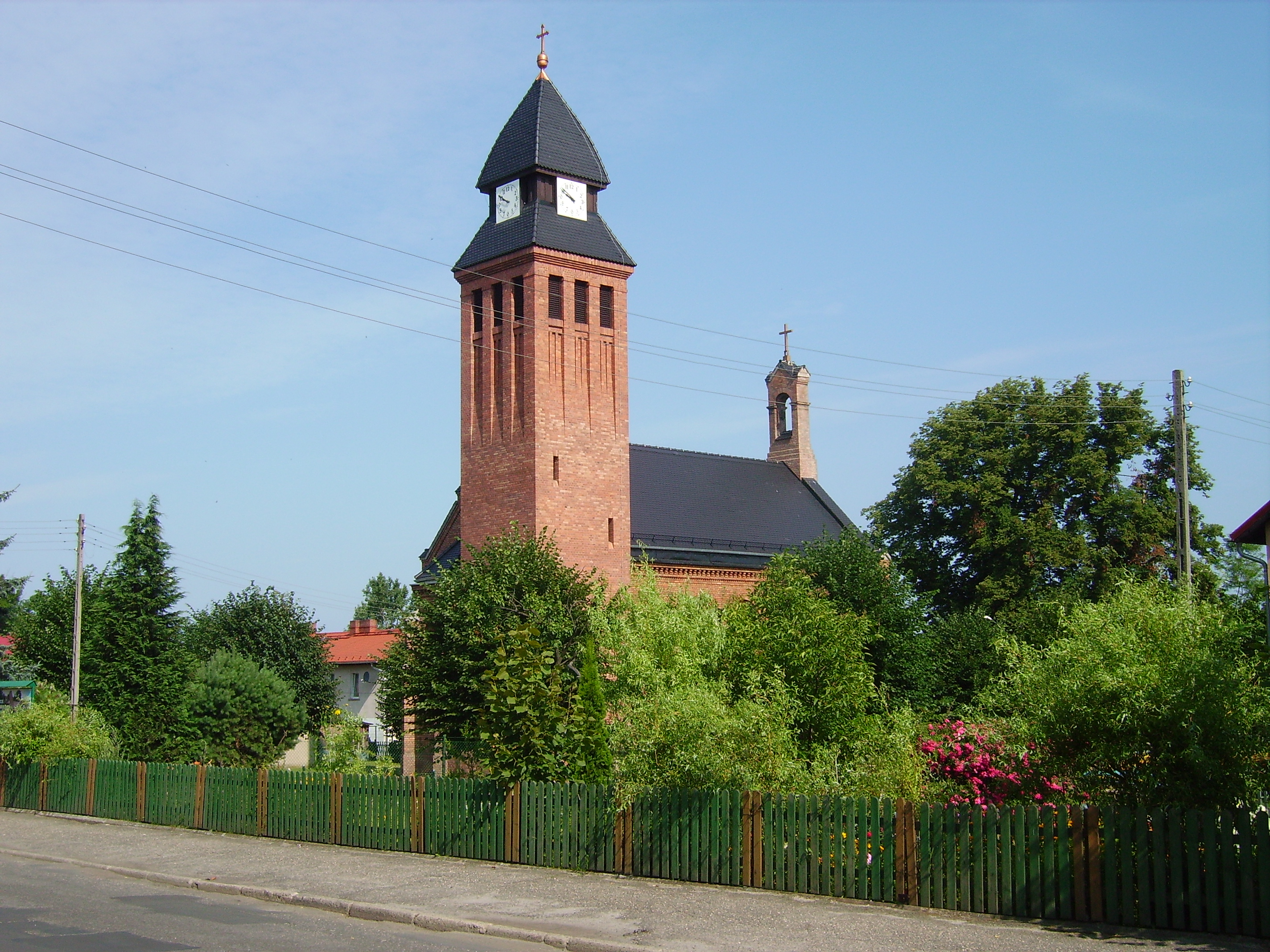
Kościół filialny Matki Bożej Królowej Polski w Węglińcu (1878 – XIX w.)

### Zabytki
Do wojewódzkiego rejestru zabytków wpisane są:
- kościół ewangelicki, obecnie rzymskokatolicki, filia pw. Matki Bożej Królowej Polski, tzw. kolejowy, z 1878 – XIX w., wieża z 1934 – XX w. Do 1945 służył jako świątynia ewangelicka. Obecnie pełni funkcję kościoła pomocniczego tutejszej parafii, ul. Kolejowa 6

inne zabytki:
- kościół parafialny pw. Najświętszego Serca Pana Jezusa, neoromański z 1930
- dworzec kolejowy z 1846
- wieża wodna z 1926